# Gale Fitzgerald
Gale Lillian Fitzgerald (* 9. Juni 1951 in Newark, New Jersey) ist eine ehemalige US-amerikanische Fünfkämpferin und Hürdenläuferin.
Im Fünfkampf kam sie bei den Olympischen Spielen 1972 in München auf den 19. Platz, gewann bei den Panamerikanischen Spielen 1975 in Mexiko-Stadt Silber mit ihrer persönlichen Bestleistung von 4486 Punkten und belegte bei den Olympischen Spielen 1976 in Montreal den 13. Platz.
1973 wurde sie US-Meisterin im 400-Meter-Hürdenlauf mit ihrer persönlichen Bestleistung von 61,1 s.